# 橋本絵莉子
橋本 絵莉子（はしもと えりこ、1983年10月17日 - ）は、日本のシンガーソングライター。ロックバンドチャットモンチーのボーカル・ギターで、結成から解散まで在籍した唯一のオリジナルメンバー。解散後はソロで活動している。
徳島県徳島市出身。夫はtacicaの猪狩翔一。

## 来歴
中学・高校時代と管弦楽部に所属してクラリネットを担当する傍ら、高校1年生の頃にギターを始めた。
高校2年生の4月からオリジナル曲を演奏するという目的で中村ゆみ・石田えりなと共にチャットモンチーを結成。当時は「ギター坊えちゃ」という名義だった。初めてライブを行った際の友人の「結構イケるんちゃう?」の一言で自信を掴み、音楽の道に進むことを決心し進路希望用紙を白紙で提出。
2002年に進学・就職の都合から中村・石田が脱退、かねてよりチャットモンチーのファンだった福岡晃子が加入する。
その後福岡が高橋久美子を誘い、2004年4月に高橋が加入しスリーピース編成となった。
2011年9月に高橋が脱退した後は従来のギター・ボーカルの他、ドラムスやハーモニカなども演奏する。
2010年にtacicaの猪狩翔一と結婚、2013年10月には長男を出産している。
2017年からは2人組ユニット「橋本絵莉子波多野裕文」を結成し、同年6月21日にはアルバムも発売している。
2017年、翌年をもってチャットモンチー解散を発表。2018年、チャットモンチー解散。
2019年9月26日、自身のオフィシャルサイトを開設。新曲「かえれない（Demo）」のミュージック・ビデオも自身のOfficial YouTube Channelにて公開。また翌9月27日にはオフィシャルサイトのオープンを記念して、SMA公式オンラインショップ「ROCKET-EXPRESS」にて限定500部のみでデモCD＋グッズのセット『Demo Series Vol.1』を発売。
2021年12月8日、自身初となるソロアルバム『日記を燃やして』を発売。

## 人物
- チャットモンチーでは一部の曲の作詞と殆どの曲の作曲を手掛ける。また、数曲を除き基本的に歌詞を書いてから歌詞に曲を付ける、いわゆる「詞先」のスタイルで楽曲制作をしている。
- 好きな食べ物はハンバーグだが、嫌いな食べ物は「肉類」。
- 以前は「冷凍庫がパンで埋まる」ほどのパン好きを公言していたが、現在ではおにぎり派である。レコーディングやリハーサルなどでスタジオ入りする際には手作りのおにぎりを持参している。
- バンドが軌道に乗るまではコンビニでバイトをしていた。「コンビニエンスハネムーン」のPVには、この経験を基にした演出がある。
- 初めてコピーしたのは、兄に「3ピースやるんだったら絶対やったほうがいい」と言われて弾いたHi-STANDARDの「NEW LIFE」[5]。
- 以前はレスポール派であったが、「似合わない」と言われテレキャスターに転向。以後メインギターの多くはテレキャスターである。

## 使用機材

### エレクトリック・ギター
- Fender Telecaster Thinline（Black／1973年製）

2人体制以降のメインギター。2人体制になるに当たり、従来のシングルコイルのギターからハムバッキングのギターにすることで、ギターの音を厚くし、バンドサウンド全体の音圧が下がらないようにする目論見で購入。また、メインギターを新しくする事で、新体制であるということをビジュアル的にアピールする目的もあった。このギターはローディーが見つけてきたギターで、黒色のThinlineは珍しいことから、橋本に対し熱心に購入を勧め、橋本本人も、試奏前から購入を決めていた。
- Fender American Telecaster（3-Color Sunburst／2003年製）

メジャーデビュー以前からのメインギター。トーン用コンデンサーをオレンジドロップ、配線材をヴィンテージワイヤへ改造。2009年頃にもともと装着されていた3PLY 8穴のホワイトのピックガードを、50年代風の1PLY 5穴のブラックのピックガードへと交換している。
- Fender Road Worn '50s Telecaster（2-Color Sunburst／2008年製）

2008年頃に購入。2010年に行われたU.S.Tourではこのギターを使用している。ThinlineやAmerican Telecasterのサブ的な位置付け。American Telecasterに比べてピックアップの出力が高いため、より歪んだ音が特徴。
- Fender Duo-Sonic（Desert Sand／1957年製）

一目惚れして2012年5月頃に購入。
- Fender Standard Telecaster（2-Color Sunburst／1983年製）

長男の出産祝いに購入。
- Fender Custom Shop Telecaster（Gold）

ローディーが所有していたギター。「ヒラヒラヒラク秘密ノ扉」などで使用。2009年以降は使用されていない。
- Fender John Mayer Stratocaster（3-Color Sunburst）

最近は使用していない。
- Gibson Les Paul Custom（Yellow）

色に一目惚れして2007年頃に購入。木目が透けて見えるのが特徴である。購入当初はAmerican Telecaster同様頻繁に使用していたが、最近では、3ピースで真夜中遊園地を演奏する際など、特定の場面でしか使われなくなった。
- Gibson Les Paul Special（Faded Cherry）

「世界が終わる夜に」などの半音下げチューニングの曲で使用。2008年以降は使用していない。ローディーが所有していたギター。
- Tom Holmes BG Standard（Silver Sparkle）

「きらきらひかれ」のPVで登場。ライブでは「きらきらひかれ」など半音下げチューニングの曲を演奏する際に使用。
- Journeyman STV-AML

現在は使用していない。
- Psychederhythm Standard-T

ローディーが所有していたギター。

### アコースティックギター
- 主に、K.YAIRIの特注品のエレクトリックアコースティックギターを使用。その他にもGibsonやK.YAIRIやSimon&Patrickなどの様々なアコースティックギターを使用している。

### アンプ
- Divided by 13 JRT9/15

2008年の武道館ライブからメインのアンプとして使用。パワー管は6V6側に設定して使用している。キャビネットはオープンバックとクローズドバックを選択することができるが、本人はオープンバックにして使用している。2人体制時にはVOX、JC-120、福岡のベースアンプとこのJRT9/15を同時に使用し、原音/ループ音/オクターブ下のベース音をアンプによって鳴らし分けるシステムが構築されていた。このアンプにおいては原音とループ音の両方が出力されるようにセッティングされており、これまでと同様に橋本のギターサウンドの中枢を担っていた。4人体制以降は再びこのアンプ単体での使用となっている。
- VOX AC15HTVH Head / V112HTV Cab

2010年頃からDivided by 13の予備のアンプとして導入。「満月に吠えろ」のPVでは2台登場している。2人体制時においてはクランチサウンドに設定され、原音のみが鳴るようにセッティングされていた。4人体制以降は再び予備のアンプとしてセッティングされているが、同一のライブで2つのバンドセットが組まれる際に、Divided by 13とこのアンプとがそれぞれのセットで単体で使用される場合がある。
- Roland JC-120

2人体制時において、ループ音のみが鳴るようにセッティングされていた。このアンプはドラムセットの裏に設置され、ドラム演奏時のモニターとしての役割も担っていた。JC-120からは常にクリーン音でループ音のみが鳴るようになっており、VOXの歪んだサウンドが鳴らされる原音とのサウンドの差別化を図ると同時に、ドラム演奏時にモニタリングしやすいようにという意図からこのようなセッティングとなっている。4人体制以降は福岡がギターを弾く際などに登場するのみで、ほとんど使用されていない。
- Marshall JCM800

レコーディングで使用。
- MATCHLESS DC-30（「MATCHLESS」と書かれたパネル部分が「CHATMONCHY」に改造されている）

2008年の武道館ライブ以前はメインアンプとして使用していたが、武道館ライブからはサブアンプやテレビ出演時のみの使用。2009年以降は全く使用されなくなった。

### エフェクター
- FREE THE TONE Signal Spriter

橋本仕様のカスタム品で、2012年5月に完成。4系統の出力があり、2系統の出力はグランドリフトスイッチと位相切り替えスイッチが付いている。
- Providence SOV-1
- Providence HBL-2
- XOTIC RC Booster
- BOSS RC-300
- BOSS DD-5
- KORG PitchBlack
- ELECTRO-HARMONIX MICRO POG
- Phantom FX Bread

### ハーモニカ
- HOHNERのブルースハープを使用している。キーはAで、「ハテナ」を演奏する際に使用。

### その他
- audio technica ATM98

4人体制以降のメインのボーカルマイク。
- SHURE KSM9

2010年頃～2人体制までのメインのボーカルマイク。
- その他、ライブでは福岡晃子との共用でベースやドラム、キーボードを演奏することもある。

## ディスコグラフィー

### シングル

#### 配信限定シングル
|      | 発売日         | タイトル       | 収録アルバム |
| ---- | -------------- | -------------- | ------------ |
| 1st  | 2022年09月28日 | 宝物を探して   | 街よ街よ     |
| 先行 | 2024年04月10日 | 私はパイロット | 街よ街よ     |

### 参加作品
| 発売日         | 収録曲                             | アーティスト                                                  | 収録作品                                                      | 備考               |
| -------------- | ---------------------------------- | ------------------------------------------------------------- | ------------------------------------------------------------- | ------------------ |
| 2011年06月29日 | All right part2                    | ASIAN KUNG-FU GENERATION & 橋本絵莉子 (from チャットモンチー) | ASIAN KUNG-FU GENERATION presents NANO-MUGEN COMPILATION 2011 |                    |
| 2012年02月29日 | Mix Juice feat. TAKUMA、橋本絵莉子 | POLYSICS                                                      | 15th P                                                        |                    |
| 2016年10月12日 | 幻想ノ即興曲 feat. 橋本絵莉子      | SUEMITSU & THE SUEMITH                                        | Bagatelle                                                     |                    |
| 2017年08月30日 | 乙女座『蛍の影 feat.橋本絵莉子』   | 四星球                                                        | お告げ ～さあ占ってしんぜよう～                               |                    |
| 2018年08月08日 | fruits                             | 坂口有望                                                      | fruits                                                        | エレキギター参加。 |
| 2023年12月01日 | 注意 feat. 橋本絵莉子              | 在日ファンク                                                  | 注意 feat. 橋本絵莉子                                         |                    |
| 2023年12月13日 | CからはじまるABC                   | 橋本絵莉子 × 忘れらんねえよ                                   | いまも忘れらんねえよ。                                        |                    |

### 楽曲提供
| アーティスト       | タイトル             | 作詞・作曲 | 収録作品 | 年     |
| ------------------ | -------------------- | ---------- | --- | ------ |
| シュノーケル       | 一筋縄               | 作詞       | Best+ | 2009年 |
| 高垣彩陽           | 私の時計             | 作詞       | individual | 2015年 |
| Perfume            | はみがきのうた       | 作詞・作曲 | 未発表 | 2017年 |
| ふうか（吉岡里帆） | まだ死にたくない     | 作詞・作曲 | 音量を上げて聴けタコ!〜音量を上げろタコ! なに歌ってんのか全然わかんねぇんだよ!! オリジナルコンピレーションアルバム〜 | 2018年 |
| ふうか（吉岡里帆） | ゆめのな             | 作詞・作曲 | 音量を上げて聴けタコ!〜音量を上げろタコ! なに歌ってんのか全然わかんねぇんだよ!! オリジナルコンピレーションアルバム〜 | 2018年 |
| 花澤香菜           | おとな人間           | 作詞・作曲 | ココベース | 2019年 |
| 上白石萌音         | 白い泥               | 作詞・作曲 | note | 2020年 |
| ナナヲアカリ       | メキシコサラマンダー | 作詞・作曲 | 七転七起 | 2020年 |
| Hey! Say! JUMP     | そっと鏡にキスをした | 作詞・作曲 | PULL UP! | 2023年 |

### CMソング
- 花王メリーズ（2016年 - ）
  - 「make you smile」
  - 歌唱のみ。作詞・作曲は映像音楽作家永野亮が担当[11]。
- アサヒ飲料「十六茶」『そんな私でいいじゃない テント』篇（2020年2月 - ）
  - 歌唱のみ。鹿賀丈史のシングル曲『Ja-nay』のカバー[12]
- パルシステム生活協同組合連合会（2022年）
- 「パルシステムのうた」
  - わたしに未来にムリなくいいこと。「ポークウインナー篇」
  - わたしに未来にムリなくいいこと。「3日分の時短ごはんセット篇」

## サポートメンバー
- 曽根巧（Guitar）
- 村田シゲ（Bass）
- 恒岡章（Drums）

## ライブ
特記がない場合、バンド編成での出演である。

### 2019年
- 3月7日 J-WAVE TOKYO GUITAR JAMBOREE 2020 SPECIAL（弾き語り）

### 2020年
- 1月21日 下北沢HALF（弾き語り）
- 12月27日 J-WAVE TOKYO GUITAR JAMBOREE 2020 RETURNS（弾き語り）

### 2022年
- 1月14日 1st Full Album発売記念ライブ『日記を燃やして』
- 5月1日 ARABAKI ROCK FEST.22
- 5月4日 Hump Back pre. “ACHATTERS 2022”
- 5月29日 Karatsu Seaside Camp 2022 in 玄界灘（ゲスト出演）
- 7月7日 the PERFECT LIVE 2022 -STAR meets STAR- by サッポロ生ビール黒ラベル
- 8月21日 MONSTER bash 2022（ゲスト出演）
- 10月1日 Mt. FUJIMAKI 2022
- 10月17日 燃やして探してツアー＠大阪・なんばHatch
- 10月22日 燃やして探してツアー＠愛知・DIAMOND HALL
- 10月27日 燃やして探してツアー＠東京・EX THEATER ROPPONGI
- 10月30日 四星球「徳島ジッターバグ」

### 2023年
- 7月23日 忘れらんねえよ「ツレ伝フェス2023」（ゲスト出演）